# مدان (قزوین)
مدان یک روستا در ایران است که در بخش رودبار الموت شرقی شهرستان قزوین در استان قزوین واقع شده‌است.

## جمعیت
این روستا در دهستان الموت پائین قرار دارد و براساس سرشماری مرکز آمار ایران در سال ۱۳۸۵، جمعیت آن ۳۱۵ نفر (۷۷ خانوار) بوده‌است. مردم روستای مدان به زبان ترکی سخن می‌گویند.